# Tapinoma chiaromontei
Tapinoma chiaromontei é uma espécie de formiga do gênero Tapinoma.